# Aquarius (serie televisiva 2015)
Aquarius è una serie televisiva statunitense creata da John McNamara per la NBC, con protagonista David Duchovny.
La serie ha debuttato sulla NBC il 28 maggio 2015. Subito dopo la messa in onda del primo episodio, tutti i 13 episodi della serie sono stati resi disponibili sul suo sito web, sull'app della NBC e su altre piattaforme di video-on-demand, per un periodo di quattro settimane. Gli episodi sono inoltre stati trasmessi regolarmente in televisione ogni settimana.
Il 26 giugno 2015, la NBC ha rinnovato la serie per una seconda stagione.
Il 1º ottobre 2016, NBC ha cancellato la serie dopo due stagioni.

## Trama
Nel 1967 il sergente di polizia Sam Hodiak e il suo partner Brian Shafe iniziano ad indagare sulla scomparsa di una ragazza, Emma, figlia di una sua ex. Le loro indagini sotto copertura li conducono a Charles Manson, un musicista, leader di un piccolo culto in cerca di ragazze vulnerabili.
Inizia un gioco al gatto e al topo tra la polizia e Manson, che condurrà ai brutali omicidi che resero celebre Charles Manson.

## Episodi
| Stagione         | Episodi | Prima TV originale | Prima TV Italia |
| ---------------- | ------- | ------------------ | --------------- |
| Prima stagione   | 13      | 2015               | 2015            |
| Seconda stagione | 13      | 2016               | 2016            |

## Personaggi e interpreti

### Principali
- Sam Hodiak, interpretato da David Duchovny, doppiato da Massimo De Ambrosis.
- Brian Shafe, interpretato da Grey Damon, doppiato da Emanuele Ruzza.
- Charles Manson, interpretato da Gethin Anthony, doppiato da Andrea Mete.
- Emma Karn, interpretata da Emma Dumont, doppiata da Rossa Caputo.
- Charmain Tully, interpretata da Claire Holt, doppiata da Valentina Favazza.
- Grace Karn, interpretata da Michaela McManus, doppiata da Francesca Manicone.
- Ken Karn, interpretato da Brían F. O'Byrne, doppiato da Sergio Lucchetti.

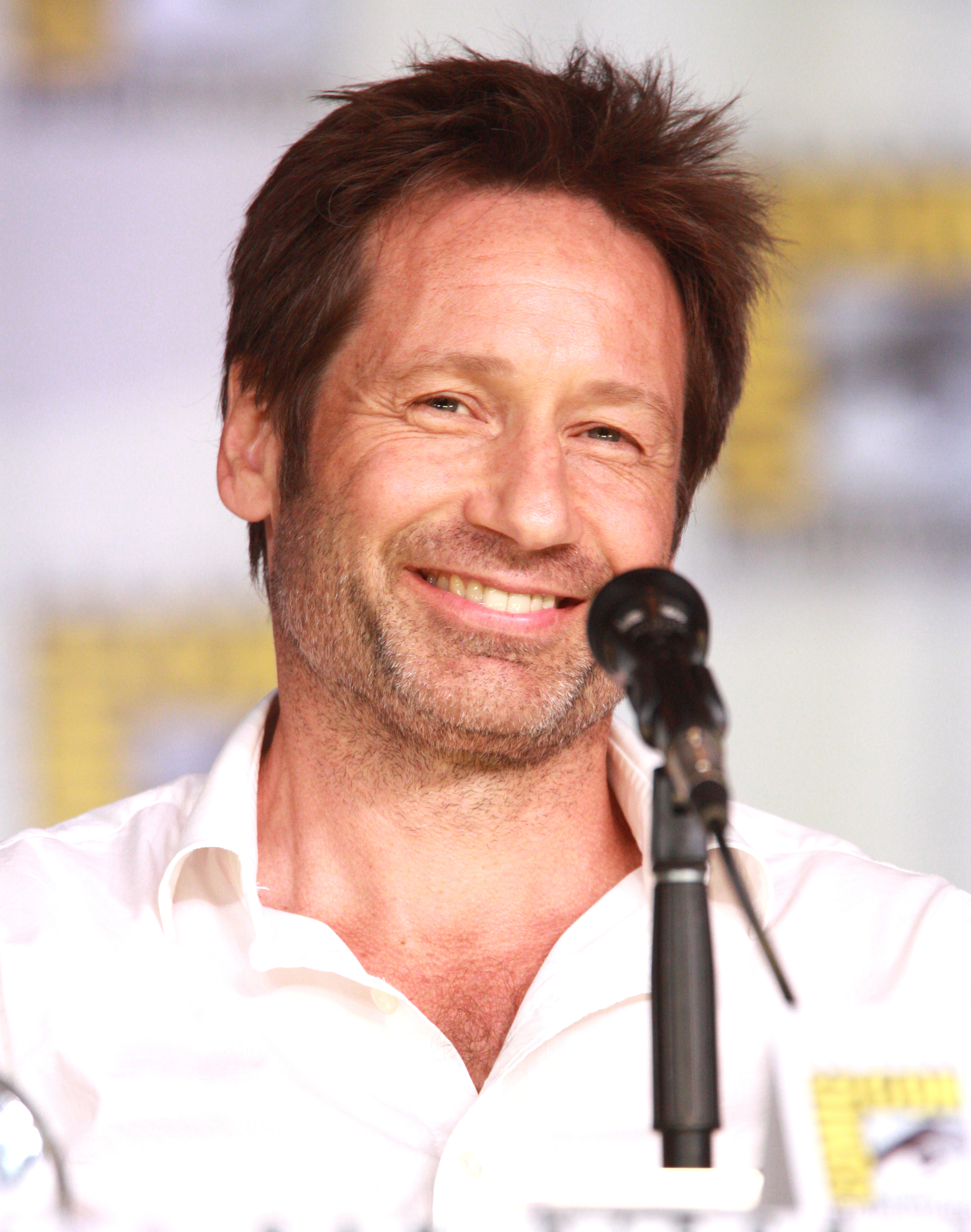
David Duchovny interpreta Sam Hodiak
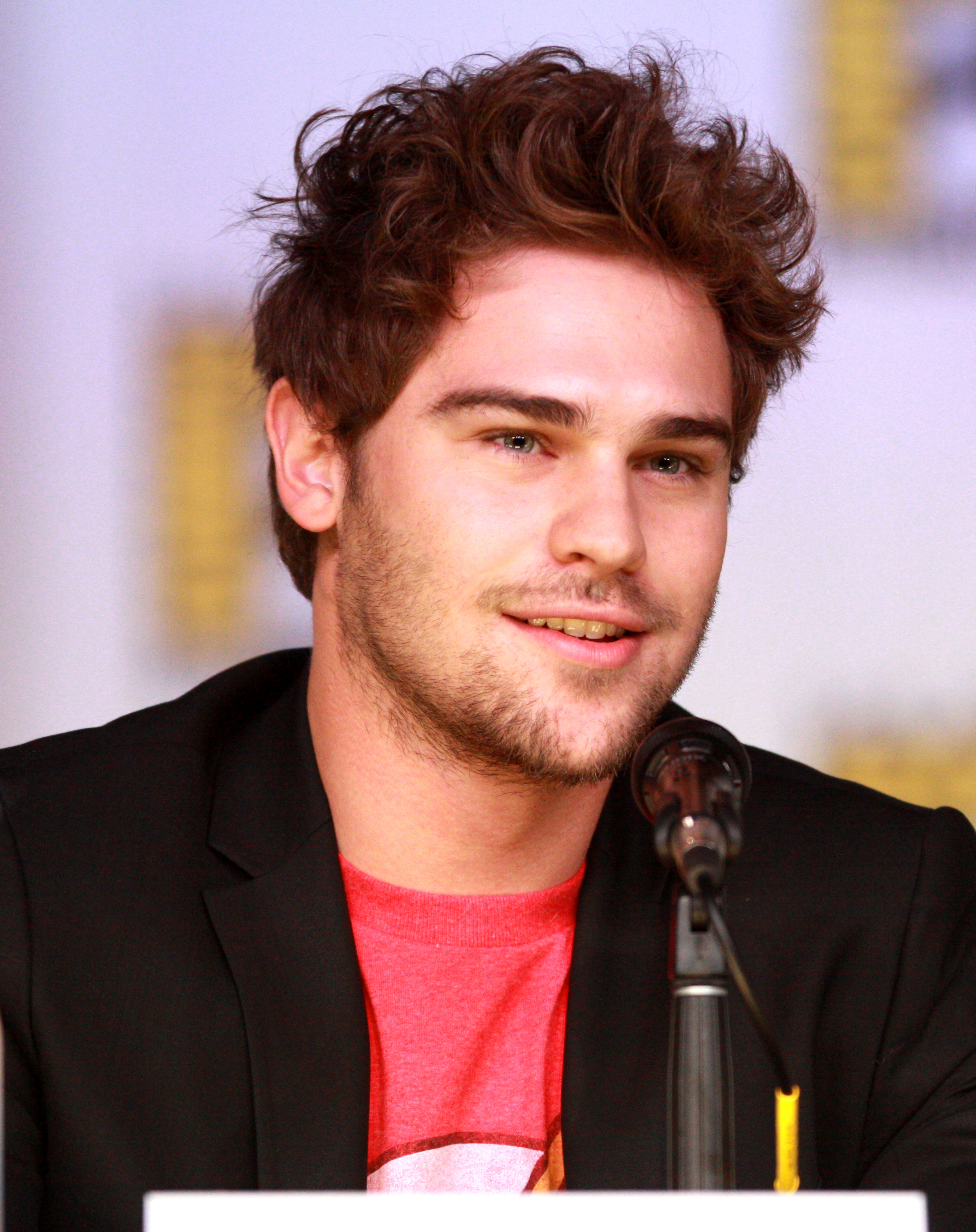
Grey Damon interpreta Brian Shafe
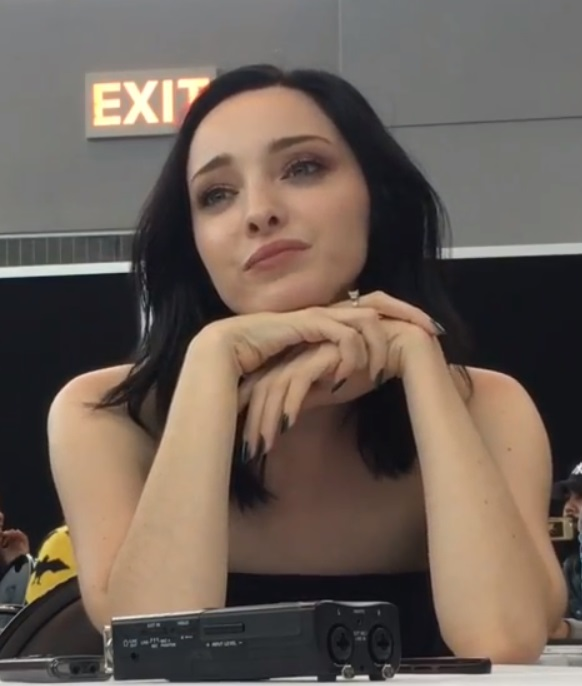
Emma Dumont interpreta Emma Karn
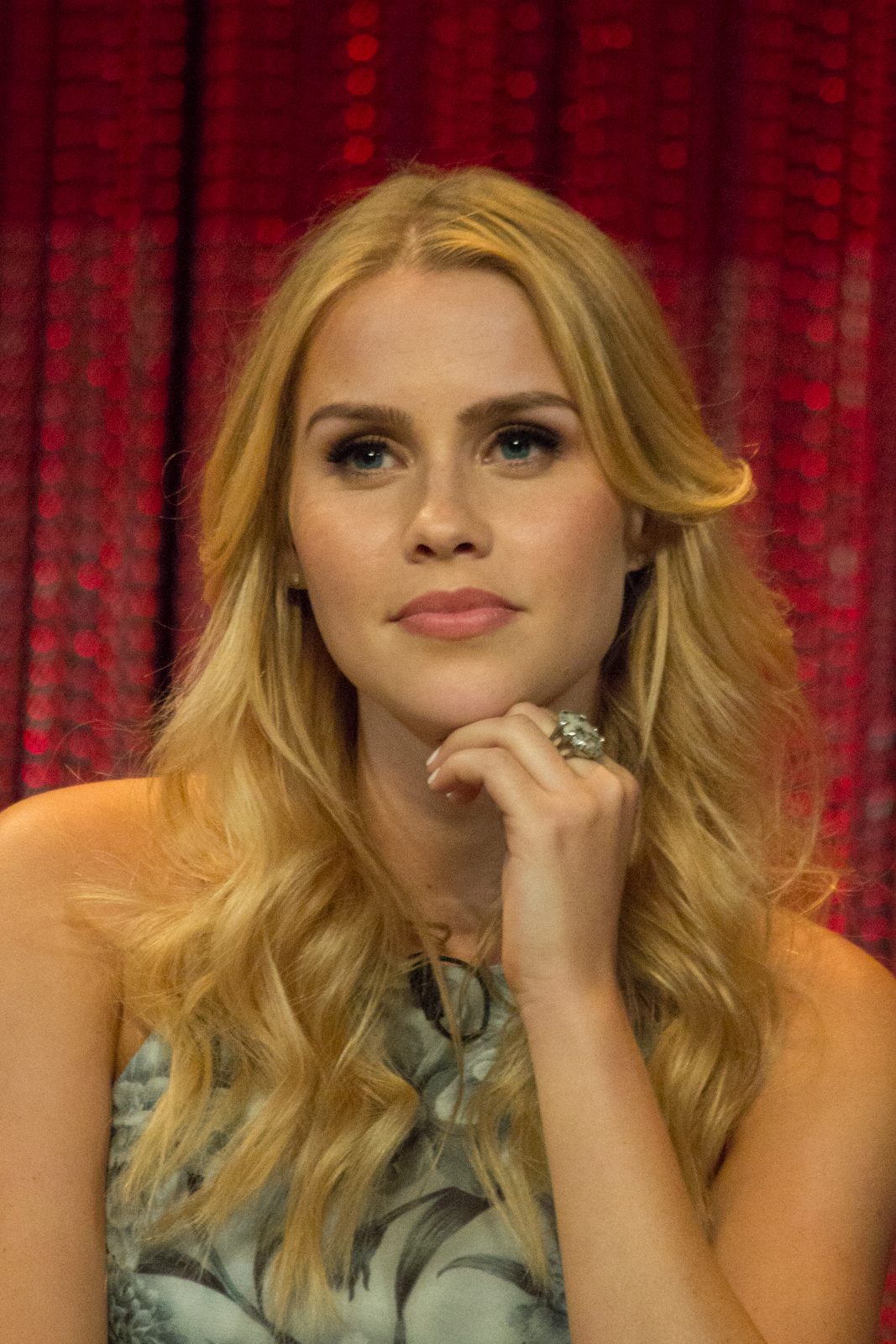
Claire Holt interpreta Charmain Tully

### Ricorrenti
- Ed Cutler, interpretato da Chance Kelly, doppiato da Roberto Draghetti.
- Susan Atkins alias Sadie, interpretata da Ambyr Childers, doppiata da Joy Saltarelli.
- Mike Vickery, interpretato da Jason Ralph, doppiato da Francesco Venditti.
- Rick Zondervan, interpretato da Beau Mirchoff, doppiato da Federico Campaiola.
- Patricia Krenwinkel alias Katie, interpretata da Tara Lynne Barr, doppiata da Isabella Benassi.
- Roy Kovic, interpretato da David Meunier, doppiato da Stefano Thermes.
- Art Gladner, interpretato da Shaun Duke.
- Bunchy Carter, interpretato da Gaius Charles, doppiato da Fabrizio Vidale.
- Opal Hodiak, interpretata da Jodi Harris, doppiata da Roberta Pellini.
- Kristin Shafe, interpretata da Milauna Jemai Jackson, doppiata da Micaela Incitti.
- Hal Banyin, interpretato da Spencer Garrett, doppiato da Saverio Indrio.
- Walt Hodiak, interpretato da Chris Sheffield, doppiato da Flavio Aquilone.
- Rue Fisher, interpretata da Brian Gattas, doppiato da Alessandro Quarta.
- Sal Dunphy, interpretato da Don Luce, doppiato da Alessandro Messina.
- Janet, interpretata da Leah Bateman.
- Lucille Gladner, interpretata da Clare Carey, doppiata da Rita Baldini.
- Guapo, interpretato da Lobo Sebastian, doppiato da Diego Suarez.
- Rachel, interpretata da Jade Tailor, doppiata da Gilberta Crispino.
- Robbie Arthur, interpretato da Marshall Allman.
- Jimmy 'Too' Butano, interpretato da Michael Drayer.
- Mary Brunner, interpretata da Abby Miller, doppiata da Ilaria Latini.
- Joe Moran, interpretato da Alex Quijano, doppiato da Francesco Pezzulli.
- Ruben Salazar, interpretato da James Martinez, doppiato da Alessandro Budroni.
- Juan, interpretato da Gabriel Chavarria.
- Ron Kellaher , interpretato da Tim Griffin, doppiato da Simone D'Andrea.